# Brainstorm (gruppo musicale lettone)
Brainstorm o Prāta Vētra è un gruppo musicale pop-rock lettone fondato nel 1989 a Jelgava, diventato popolare a livello internazionale nel 2000 a seguito della partecipazione all'Eurofestival con il brano My star.
Il gruppo è stato fondato da 4 ex-compagni di scuola: Renārs Kaupers, Jānis Jubalts, Kaspars Roga e Gundars Mauševics, successivamente sostituito da Māris Mihelsons.

## Formazione
Attuale
- Renārs Kaupers
- Jānis Jubalts
- Kaspars Roga
- Māris Mihelsons

## Discografia
- 1993 – Vairāk nekā skaļi
- 1994 – Vietu nav (No Place)
- 1996 – Veronika
- 1997 – Viss ir tieši tā kā tu vēlies
- 1999 – Starp divām saulēm
- 2000 – My Star
- 2000 – Among the Suns
- 2000 – Izlase '89-'99
- 2001 – Kaķēns, kurš atteicās no jūrasskolas
- 2003 – Online
- 2003 – Dienās, kad lidlauks pārāk tāls
- 2003 – A Day Before Tomorrow
- 2004 – Veronika
- 2005 – Četri krasti
- 2006 – Four Shores
- 2008 – Fire Monkey